# 若林尚樹
若林 尚樹（わかばやし なおき、1959年 - ）は、日本の芸術学者。札幌市立大学教授。博士（感性科学）。
1959年生まれ、石川県出身。金沢美術工芸大学美術学部産業美術学科卒業後、同大大学院在学中、通商産業省製品科学研究所研修生となる。1984年に筑波大学大学院芸術研究科修士課程を修了し、富士ゼロックス総合研究所工業デザイン研究室、資生堂宣伝部を経て、1993年に岡山県立大学講師となる。1998年から同大助教授を務めた後、2000年に東京工科大学メディア学部助教授に就任した。2005年に同大教授となり、翌2006年に筑波大学大学院にて博士（感性科学）を取得。2010年に東京工科大学デザイン学部教授に就任。2017年4月より札幌市立大学デザイン学部教授を務める。専門分野は、デジタルデザイン、情報デザインなど。

## 略歴
- 1981年（昭和56年） - 金沢美術工芸大学美術学部産業美術学科工業デザイン専攻卒業
- 1984年（昭和59年） - 筑波大学大学院芸術研究科修士課程修了
- 1993年（平成05年） - 岡山県立大学講師
- 1998年（平成10年） - 岡山県立大学デザイン学部助教授
- 2000年（平成12年） - 東京工科大学メディア学部助教授
- 2005年（平成17年） - 東京工科大学メディア学部教授
- 2006年（平成18年） - 筑波大学より博士（感性科学）の学位を取得[3]
- 2010年（平成22年） - 東京工科大学デザイン学部教授
- 2017年（平成29年） - 札幌市立大学デザイン学部教授

## 著書

### 単著
- 『ハイパーメディアデザイン――ホームページのための情報のデザイン』、画像情報教育振興協会、1996年12月
- 『ハイパーメディアデザイン――Webページのための情報のデザイン』、画像情報教育振興協会、2000年4月、ISBN 4-9066-6537-3
- 『Webインターフェイスで学ぶ――インタラクションと情報のデザイン』、オーム社、2011年2月、ISBN 4-2740-6841-2

### 共著
- （デザイニクス フォーラム）『コンピュータ・デザイニクス』、グラフィック社、1995年4月、ISBN 4-7661-0812-4
- （デザイン編CGテキストブック編集委員会）『デジタルイメージデザイン――デザイン編CG標準テキストブック』、画像情報教育振興協会、1996年1月、ISBN 4-9066-6504-7
- （原田泰）『WWWからはじめる情報デザイン』、画像情報教育振興協会、1998年4月、ISBN 4-9066-6522-5